# Gemini Home Entertainment
Gemini Home Entertainment  est une web-série d'anthologie d'horreur créée par Remy Abode et publiée périodiquement sur une chaîne YouTube du même nom. Elle est considérée comme une série d'horreur analogique fondamentale. La série principale, également connue sous le nom de Full Boxset, est en cours. D'autres vidéos ont également été publiées depuis dans le cadre du spin-off, Library.
Library

## Synopsis
Années 80 et 90, se présente comme une collection de clips de cassettes VHS produites par un certain nombre de sociétés fictives et distribuées par la société éponyme Gemini Home Entertainment. Il combine des éléments d'horreur cosmique, de surréalisme, de body horror et de mythologie amérindienne. Les clips racontent une histoire globale d'invasion extraterrestre et d'un événement apocalyptique imminent.

## Vue d'ensemble
L'histoire est racontée à travers une série de clips présentés sous forme de cassettes VHS distribuées par la société fictive Gemini Home Entertainment,. Les cassettes sont un mélange de clips éducatifs, de publicités, d'annonces d'intérêt public et de vidéos personnelles, produites par diverses sociétés fictives telles que Regnad Computing, Harbinge Technologies et Optica! Video. Les motivations, la morale et le contenu varient selon les sociétés. Les vidéos sont accompagnées de musique lo-fi rappelant des vidéos similaires de la vie réelle.
Les différents épisodes sont superficiellement autonomes, explorant des sujets tels que la faune, l'intelligence artificielle et le système solaire, mais ensemble, ils construisent un récit cohérent et servent à documenter la fin imminente du monde. Le scénario de Gemini Home Entertainment met en scène une invasion extraterrestre et du parasitisme et combine des éléments d'horreur cosmique, dÉ body horror et de mythologie amérindienne. La série comprend des menaces telles que des créatures extraterrestres (« Woodcrawlers ») utilisant les humains comme « vaisseaux », une maladie infectieuse fictive appelée « Deep Root Disease » et une plante ou un champignon fictif appelé « Nature's Mockery » qui mutile les personnes avec lesquelles il entre en contact. Les vidéos commencent généralement de manière banale avant d'incorporer des éléments d'horreur. L'antagoniste central de la série est The Iris, une planète sensible ou une entité semblable à une planète qui organise une invasion du système solaire et influence la vie sur Terre.

## Épisodes
La série principale de Gemini Home Entertainment a débuté en 2019 et semble se poursuivre. Les épisodes ont ensuite été organisés en une playlist sur la chaîne YouTube officielle sous le titre Gemini Home Entertainment Full Boxset. Une série dérivée, Library, a été diffusée pour la première fois sur la même chaîne YouTube en 2021. Library contient des épisodes plus courts et « secrets » qui ne suivent pas le format des épisodes principaux et se concentrent sur l'exploration de certains des concepts les plus mal compris et les plus déroutants introduits dans la série principale.

### Gemini Home Entertainment Full Boxset (2019–2021)
| Numéro | Titre                          | Produit par | Écrit par  | Durée | Date de sortie   |  |
| 1 | "WORLD'S WEIRDEST ANIMALS"     | Remy Abode  | Remy Abode | 8:09  | 17 novembre 2019 |  |
| Cette VHS, qui sert d'épisode pilote, est une vidéo informative relatant plusieurs animaux du Minnesota rural. Des informations sont données sur les deux premiers animaux (le tétras des prairies et la chouette des terriers), principalement sur leurs habitats et leurs comportements. Le ton change cependant sensiblement avec le troisième animal, appelé "Woodcrawler". Selon la vidéo, on les trouve partout en Amérique du Nord, ce sont d'excellents chasseurs et "préfèrent les maisons de grandes familles, où les grands essaims peuvent s'adapter plus facilement". La vidéo présente ensuite des informations supplémentaires, indiquant au spectateur qu'il "entendra des cris ; ils ont volé leurs voix" et qu'il doit "brûler les corps, de peur qu'ils ne se relèvent". Un Woodcrawler est ensuite montré : c'est une grande créature ressemblant à une araignée, qui défonce une porte, révélant ses longues pattes. La bande passe ensuite à des images de "Fake People", des sosies d'êtres humains qui semblent être liés aux événements concernant les Woodcrawlers. Alors que le caméraman s'approche d'une maison, il la trouve infestée de fausses personnes qui tentent de reproduire des comportements humains avec une certaine difficulté. Après un certain temps, l'une des fausses personnes remarque le caméraman et se lance à sa poursuite. Le caméraman arrête de viser la caméra et commence à courir frénétiquement alors que la vidéo se termine. |                                |             |            |       |                  |  |
| 2 | "STORM SAFETY TIPS"            | Remy Abode  | Remy Abode | 4:38  | 24 novembre 2019 |  |
| Cette cassette, créée par Harbinge Technologies, est une vidéo pédagogique expliquant comment se protéger et protéger sa famille en cas de « violente tempête ». La première section décrit comment se préparer adéquatement à une tempête : renforcer la maison, installer un système d'alerte précoce (dont un exemple est vendu par Harbinge Technologies) et construire un abri anti-tempête qui, selon la société, devrait avoir une surface de 18 pieds carrés et 10 pieds de haut, avec une demi-sphère en aluminium d'environ 4 à 5 pieds de diamètre installée en son centre et une radio à ondes courtes placée à côté. La deuxième section demande au spectateur d'amener sa famille à l'abri pendant une tempête, bien que les instructions soient entrecoupées de déclarations inhabituelles telles que « votre maison ne vous appartient plus maintenant » et d'ignorer les sons de la radio à ondes courtes, car ce sont des « hallucinations auditives ». Après la tempête, le spectateur doit quitter l'abri et évaluer l'état de sa maison. Si la maison est gravement endommagée, il doit vérifier s'il y a des mouvements à l'intérieur. Si le système d'alerte précoce sonne, la tempête est passée et ils sont en sécurité. Cependant, s'ils voient des « lumières » au loin, ils doivent immédiatement retourner dans leur bunker. Ce scénario est ensuite illustré par des images de nombreuses lumières vives apparaissant dans un champ. Un autre message apparaît ensuite brièvement, indiquant d'« écouter, sous vos pieds, ramper à travers le sol », avant que des images d'une alarme d'albédo de Harbinge Technologies ne soient diffusées. La vidéo se termine par le message que les spectateurs sont désormais « bien équipés pour vous défendre, vous et votre famille, contre les tempêtes ». |                                |             |            |       |                  |  |
| 3 | "THE DEEP BLUE"                | Remy Abode  | Remy Abode | 4:51  | 6 décembre 2019  |  |
| Cette vidéo, créée par la société de production Gyneva, est une vidéo informative sur les profondeurs de l'océan. La première partie de la vidéo concerne la vie dans l'océan, bien que plusieurs points soient incorrects, comme la citation selon laquelle la baleine bleue mange souvent des poissons entiers (le régime alimentaire de la baleine bleue se compose presque entièrement de krill et est incapable de consommer des créatures plus grosses), et que la raie porte un poison mortel dans sa queue (on parlerait alors de venin, et le venin n'est pas nécessairement mortel dans tous les cas). La deuxième partie de la vidéo passe aux habitats, où elle mentionne la fosse des Mariannes (affichant par erreur une photo du Grand Trou Bleu au large des côtes du Belize), puis commence brusquement à décrire le tunnel fictif de Demisia, une section encore plus profonde de la fosse. Après qu'un texte à l'écran donne le message inquiétant « Rien ne peut vivre dans la fosse des Mariannes », des images d'un « résident de l'océan », un être gigantesque ressemblant à une araignée avec un œil massif et brillant sont montrées. Un bruit brouillé commence à se faire entendre tandis que la séquence commence à trembler violemment, avant de devenir statique. Remarque : la vidéo a depuis été retirée de YouTube, ce qui peut signifier qu'elle n'est plus canon. |                                |             |            |       |                  |  |
| 4 | "ARTIFICIAL COMPUTER LEARNING" | Remy Abode  | Remy Abode | 5:03  | 29 décembre 2019 |  |
| Cette bande, créée par Regnad Computing, est une démonstration d'un nouveau système d'intelligence artificielle capable de formater des nouvelles. Après une brève explication, les nouvelles sont présentées en trois itérations. La première se lit comme suit : « Jack saute par-dessus la rivière / Mary suit, ensemble / Voyagez en suivant le secret / Jack la rivière, elle est morte (sic). » Il est expliqué que, bien que non raffinés, les éléments de base des modèles et de la cohérence sont présents. L'itération 2 est ensuite présentée, se lit comme suit : « Jack saute par-dessus la rivière / Mary le suivait de près / Ils recherchent le lieu secret / Je vous entends. » La présentation explique le développement de l'itération précédente, permettant des phrases plus complexes et une cohésion de l'histoire. La troisième itération est présentée, se lit comme suit : « Jack saute par-dessus la rivière / Voilà Mary qui descend le ruisseau / Le lieu secret nous gardera en sécurité / La rivière coule mais pas avec de l'eau. » Il est expliqué que cette itération était un développement ultérieur de la dernière, divergeant légèrement des paramètres d'origine et pensant de manière plus critique. Étonnamment, une quatrième itération est ensuite donnée, qui dit : « Jack l'a entendu à nouveau / Il y a une voix de l'espace / Jack, me vois-tu / Je suis devenu autre chose. » La présentation ne donne aucune explication sur cette itération. Une cinquième et dernière itération est ensuite présentée, superposée sur une musique de fond rappelant un chuchotement, qui dit : « Écoutez la boîte argentée / Les étoiles bougent maintenant / Voyez-vous l'œil affamé / Je suis là. » Une diapositive est ensuite montrée, affichant deux corps célestes ; l'un est beaucoup plus grand que l'autre et est fixé sur le plus petit avec ce qui semble être un œil, tandis que le texte en bas indique que le plus grand est « intentionnel » et « vivant ». La diapositive passe à celle d'un faisceau d'énergie apparemment indéterminé frappant le plus petit corps, qui fait germer des appendices et un œil similaire à celui du plus grand corps montré précédemment, avant de passer au noir. La présentation se termine ensuite par le message que « cette vidéo aurait dû vous démontrer les capacités de l'intelligence artificielle de Regnad Computing. » |                                |             |            |       |                  |  |
| 5 | "OUR SOLAR SYSTEM"             | Remy Abode  | Remy Abode | 4:59  | 24 janvier 2020  |  |
| Cette bande est une présentation informative des corps célestes du système solaire. Elle montre d'abord une carte montrant le Soleil, Mercure, Vénus, la Terre, Mars, Jupiter, Saturne, Uranus, Neptune et Pluton, bien qu'une planète supplémentaire soit montrée entre les deux dernières. Des points d'information clés sont donnés sur chaque planète, cependant, plusieurs divergences dans les explications existent. Le Soleil est indiqué comme étant à 149 millions de miles de la Terre (au lieu des 149 millions de kilomètres d'une UA). La Terre est répertoriée comme « l'une des seules planètes du système solaire capable de soutenir la vie ». La grande tache rouge sur Jupiter est spécifiquement décrite comme n'étant pas un œil. Presque obscurcie par l'électricité statique, le texte change pour indiquer que la tache est une plaie ouverte. Les anneaux de Saturne sont décrits comme étant « la porte », tandis que la grande tache sombre de Neptune est répertoriée comme « la lentille » et que Neptune elle-même a été « mutée ». Avant la fin de la section consacrée à Neptune, la planète commence à tourner, montrant la Grande Tache Sombre se transformant pour ressembler à un œil qui commence à s'ouvrir. La planète non identifiée est alors nommée Iris, et elle est décrite comme étant « avec nous maintenant » et « se moquant de nous ». La surface de l'Iris change brusquement pour ressembler à un œil, et elle se concentre intensément sur le spectateur tandis qu'un son d'un autre monde commence à jouer. La séquence s'interrompt alors brusquement pour laisser place à une caméra montrant Neptune tirant un intense faisceau de lumière bleue depuis la Grande Tache Sombre vers le système solaire intérieur. La bande revient ensuite à une section consacrée à Pluton, mentionnant que « cette planète n'ira nulle part ! », avant la fin de la présentation. |                                |             |            |       |                  |  |
| 6 | "CAMP INFORMATION VIDEO"       | Remy Abode  | Remy Abode | 5:19  | 3 mars 2020      |  |
| Cette cassette contient une vidéo informative sur le camp de Moonlight Acres, présentant ses activités, ses hébergements et ses mythes. Au cours de la diffusion de la cassette, il est établi que Moonlight Acres abrite de nombreux phénomènes extraterrestres et paranormaux, notamment des êtres décrits comme des Skinwalkers qui hantent le camping et chassent les visiteurs, et d'énigmatiques « hommes bien habillés » qui ont conclu un accord avec le personnel pour une disposition non spécifiée en échange de sacrifices humains. |                                |             |            |       |                  |  |
| 7 | "LETHAL OMEN COMMERCIAL"       | Remy Abode  | Remy Abode | 6:00  | 10 avril 2020    |  |
| Cette cassette contient une publicité pour le jeu de type PlayStation Lethal Omen, qui se déroule au camp de Moonlight Acres |                                |             |            |       |                  |  |
| 8 | "WILDERNESS SURVIVAL GUIDE"    | Remy Abode  | Remy Abode | 7:20  | 6 mai 2020       |  |
| Cette cassette contient une vidéo pédagogique sur la façon de survivre dans la nature, y compris les préparatifs et les objets à emporter ainsi que les animaux et la flore à éviter. L'une des plantes présentées est appelée Nature's Mockery - un nom précédemment utilisé pour décrire les Woodcrawlers dans "World's Weirdest Animals" - et est décrite comme provoquant des « hallucinations, une paralysie musculaire soudaine, une défiguration corporelle » et une « décomposition de la chair ». |                                |             |            |       |                  |  |
| 9 | "SLEEP IMAGE VISUALIZER"       | Remy Abode  | Remy Abode | 5:25  | 19 juin 2020     |  |
| Cette cassette explore le Sleep Image Visualizer, une nouvelle technologie développée par Harbinge Technologies qui peut produire des représentations vidéo des rêves d'une personne, et présente plusieurs exemples. |                                |             |            |       |                  |  |
| 10 | "GAMES FOR KIDS"               | Remy Abode  | Remy Abode | 5:36  | 10 juillet 2020  |  |
| Cette cassette présente plusieurs jeux pour enfants et comprend des instructions sur la façon de jouer, une introduction à cache-cache, au jeu du gel, aux sardines et à « Nourrir les bois », un rituel dans lequel les lumières attirent les enfants vers les Woodcrawlers. |                                |             |            |       |                  |  |
| 11 | "ADVANCED MINING VEHICLE"      | Remy Abode  | Remy Abode | 6:50  | 7 août 2020      |  |
| Cette vidéo présente le nouveau tunnelier compact télécommandé (ROCT), un véhicule minier avancé équipé d'une caméra. Au cours de son voyage à travers un système de cavernes au plus profond de la croûte terrestre, le ROCT rencontre un « jardin », un tapis de végétation semblable à de la viande entretenu par les « jardiniers », des êtres géants ressemblant à des araignées similaires en apparence au résident de l'océan dans le tunnel de Demisia. Les jardiniers capturent la machine et la piègent dans la masse de plantes, après quoi ses caméras observent un Woodcrawler émergeant d'un réseau de « veines » sur les parois de la caverne. Le véhicule se libère mais tombe au sol de la caverne et est apparemment détruit. |                                |             |            |       |                  |  |
| 12 | "DEEP ROOT DISEASE"            | Remy Abode  | Remy Abode | 4:44  | 2 octobre 2020   |  |
| Cette cassette contient un film éducatif sur la maladie des racines profondes, notamment sur la progression de la maladie et sur la façon de la diagnostiquer par l'observation et en posant des questions. La maladie est causée par une « racine », une espèce de plante ou un champignon pathogène. Bien que la maladie du titre soit initialement présentée comme une maladie qui affecte les plantes, en utilisant la terminologie horticole pour la décrire, il devient rapidement évident que les racines sont des parasites obligatoires des humains et qu'elles font muter le corps de leurs hôtes au fur et à mesure de leur croissance et de leur développement. |                                |             |            |       |                  |  |
| 13 | "MONTHLY PROGRESS REPORT"      | Remy Abode  | Remy Abode | 6:38  | 31 octobre 2020  |  |
| Cette bande contient un rapport d'avancement sur le développement de l'intelligence artificielle depuis la quatrième bande, présentant les développements dans le traitement informatique, les progrès prédictifs et l'intelligence artificielle. Elle commence par une introduction au « Projet Infrarouge » et énumère l'équipe responsable de sa gestion. La bande indique ensuite que le but du projet est d'empêcher de futures défaillances technologiques pour REGNAD et de contribuer à l'avancement de la technologie. Tout en informant le spectateur des capacités du projet, elle mentionne un client inconnu, qui a aidé REGNAD. La bande passe ensuite à des images d'une rangée d'ordinateurs, avec des racines organiques poussant à l'intérieur. Les moniteurs affichent alors une invite à laquelle le client doit répondre et à l'intelligence artificielle à interpréter ; des images de l'œil d'un jardinier sont montrées avec un réseau de satellites pointé vers le ciel nocturne, vraisemblablement pour contacter le client qui est supposé être l'Iris. Le premier message est « TERRE », auquel l'Iris répond par « MARY VOIT LA PORTE MOURIR / CEUX QUI ENDORMISSENT SONT MANGÉS ENTIÈREMENT / LE NAVIRE FLOTTE DANS LA MÂCHOIRE / LA MÂCHOIRE SE DÉBROCHE. » Le deuxième message est « CLAIR DE LUNE », en référence à Moonlight Acres, auquel l'Iris répond par « DE NOUVELLES CHOSES PARCOURENT LES AIRES D'ALIMENTATION / LES GARDES HARBINGER EN VAIN / MARY ENTEND UN GRICAGE / L'ŒIL AFFAMÉ EST LE BIENVENU. » Le dernier message est « JACK » auquel l'Iris répète « JACK EST AVEC NOUS MAINTENANT », quatre fois, avant de dire « JACK EST NOUS MAINTENANT », ce qui implique que Jack Dean a été infecté par la maladie des racines profondes. Le réseau satellite est ensuite montré en train d'être englouti dans l'ombre. La bande se termine avec REGNAD déclarant qu'ils prévoient de rencontrer leur client en personne dans 7 mois. |                                |             |            |       |                  |  |
| 14 | "CHRISTMAS EVE PARTY"          | Remy Abode  | Remy Abode | 4:38  | 26 décembre 2020 |  |
| Cette cassette contient une vidéo personnelle d'une fête de Noël au camp Moonlight Acres. La fête est interrompue par un Skinwalker, ce qui entraîne la mort de plusieurs personnes et l'infection de Barry Johnson, le superviseur adjoint des activités du camp, par la maladie des racines profondes. |                                |             |            |       |                  |  |
| 15 | "HOME INVASION HELP"           | Remy Abode  | Remy Abode | 5:40  | 18 mars 2021     |  |
| Cette cassette contient des conseils de sécurité et des astuces pour se préparer et faire face à une invasion de domicile. Cependant, il s'avère que la cassette est en fait une instruction pour les Woodcrawlers d'entrer dans la maison de la victime, avec l'intention réelle astucieusement cachée sous le prétexte de « contrer les invasions de domicile ». Juste après la fin du tutoriel, il passe à une séquence d'une personne entrant dans une maison. Ladite maison a apparemment été « envahie », avec des excroissances rouges ressemblant à du mycélium partout ; certaines semblent former des formes humanoïdes, indiquant qu'il s'agit en fait de ce qui reste des victimes de la maladie des racines profondes. L'un des personnages a un œil jaune qui se tourne vers la caméra. Vers la fin de la cassette, la personne essaie sans succès de fuir un Woodcrawler. |                                |             |            |       |                  |  |
| 16 | "CRUSADER PROBE MISSION"       | Remy Abode  | Remy Abode | 7:00  | 5 juillet 2021   |  |
| Cette bande contient la documentation de la mission Crusader 5, dans laquelle une sonde spatiale documente les planètes extérieures et leurs lunes, visitant Jupiter, Saturne et l'Iris. Lors de son voyage à travers le système solaire, de nombreuses lunes anormales, des astéroïdes et des objets transneptuniens (y compris les lunes hypothétiques réfutées Chiron et Thémis) sont découverts par la sonde, et les anneaux de Saturne sont inhabituellement étroits. Neptune est mystérieusement absent de l'endroit où il devrait être. À son arrivée à l'Iris, Crusader 5 observe les cinq lunes de la planète, puis se rend à l'intérieur, où il confirme que non seulement l'Iris est sensible, mais qu'elle est également directement responsable de l'existence des Jardiniers, des Résidents de l'Océan, des Racines et des Rampants des Bois, alors qu'elle observe un vaste réseau de Jardins à son approche de « l'esprit conscient » de l'Iris avant d'être renvoyée rapidement vers la Terre. |                                |             |            |       |                  |  |

En plus des seize épisodes publiés, Abode a également publié deux épisodes annulés via son Patreon, « Your Best Self » (22 juillet 2021) et « Basics of Broadcast » (17 mai 2022), bien qu'aucun des deux épisodes ne soit considéré comme canonique de la série.

### Library(2021–aujourd’hui)
De plus, une autre série d'épisodes intitulés la "Bibliothèque" a été publiée, développant la lore établie dans le coffret avec des informations spécifiques sur l'"accord" du camp familial Moonlight Acres, le Skinwalker et les effets de la maladie des racines profondes sur une personne.
| Numéro | Titre              | Produit par | Écrit par  | Durée | Date de sortie   |
| --- | ------------------ | ----------- | ---------- | ----- | ---------------- |
| 1 | "WRETCHED HANDS"   | Remy Abode  | Remy Abode | 3:43  | 24 décembre 2021 |
| La bande commence par montrer un enregistrement d'un rapport météo de la NOAA avec des images d'un lac au Canada, daté de la veille de Noël, environ « 25 minutes avant la première attaque ». Une explosion est brièvement visible en arrière-plan de la vidéo. Une lettre de Glenn Arthur - l'administrateur du camp Moonlight Acres dans les années 1930 et 1940 - est montrée, datée du 3 mai 1946. Il y révèle qu'il a l'intention de rompre son accord avec les Well-Dressed Men en offrant un ours en sacrifice au lieu d'un humain, et qu'il refuse d'être plus longtemps le pion des extraterrestres. Une deuxième lettre avec une date incertaine de mai 1946 est ensuite montrée, qui dit « Des mains misérables frappent ma fenêtre. Les crocs d'un étranger grattent les murs. » Des photographies du Skinwalker sont montrées, révélant qu'il a grandi jusqu'à une taille massive en assimilant des humains dans son corps, et qu'il a « perdu toute ressemblance avec un ours ». |                    |             |            |       |                  |
| 2 | "SHIFTING TENDONS" | Remy Abode  | Remy Abode | 6:38  | 2 mars 2022      |
| Cette vidéo montre la progression de la maladie des racines profondes de Barry Johnson. Au fil du temps, son corps est progressivement dégradé par l'infection pendant 59 jours, le transformant en une masse de structures bouillonnantes ressemblant à des racines alors qu'il est encore en vie, et se transforme finalement en un spécimen de la moquerie de la nature. |                    |             |            |       |                  |
| 3 | "OLD BONES"        | Remy Abode  | Remy Abode | 5:14  | 9 juin 2023      |
| Un enregistrement audio est diffusé, discutant de la nature de la maladie des racines profondes. Il est sous-entendu que la maladie a la capacité de manipuler les tissus vivants et qu'elle transforme progressivement la chair de ceux qui en sont atteints, plutôt que de les tuer complètement, bien que plusieurs petites parties semblent avoir été expurgées. Des extraits du journal de Glenn Arthur sont ensuite présentés. Le journal de Glenn raconte sa rencontre et son éventuel accord avec les hommes bien habillés de "Camp Information Video", qu'il croit être des anges. Un dessin d'un rayon d'énergie émergeant de Neptune (semblable à celui montré dans "Notre système solaire") apparaît dans le cadre d'une "vision" qu'Arthur a reçue. Un accord a été scellé avec les hommes bien habillés en 1941 et rompu en 1946, comme établi dans "Wretched Hands". Trois nouvelles itérations de l'IA de Regnad Computing sont présentées, la troisième impliquant que les victimes du Skinwalker conservent leur humanité, même après avoir été assimilées par la bête : "JE SUIS TOUJOURS ICI / RELIQUE DU JOUR SANS FIDÉLITÉ / NE ME LAISSEZ PAS, VOUS, BÂTARDS / LES VIEUX OS GRANDISSENT". Des images silencieuses de Moonlight Acres sont montrées, et la vidéo se termine après qu'une vue rapprochée d'une fenêtre de l'intérieur d'une des cabines montre un être humanoïde avec un corps déformé - probablement Glenn Arthur lui-même, maintenant assimilé au corps du Skinwalker - semblant parler, avant de s'éloigner rapidement. |                    |             |            |       |                  |

## Jeu Vidéo
Un jeu vidéo d'horreur et de tir à la première personne appelé "LETHAL OMEN" a été créé en lien avec la série. Il a été développé par Alpine Arts et publié le 22 septembre 2020.
Le jeu se déroule dans le lieu fictif de l'univers "Moonlight Acres Family Camp", où le joueur incarne un protagoniste anonyme armé uniquement d'un pistolet qui peut être utilisé pour tuer les ennemis dispersés sur la carte. Il y a plusieurs clés à collecter qui peuvent débloquer différentes fins que le jeu a à offrir. Il y a cinq fins réalisables.
Le jeu est jouable pour Windows et MacOS.

## Développement
Gemini Home Entertainment a été créé par un créateur YouTube semi-anonyme sous le pseudonyme de Remy Abode,,,. Abode a été poussé à créer de l'horreur analogique car le genre était très facile à aborder ; il était possible de créer des courts métrages entiers sans avoir à enregistrer des séquences ou à prendre des photos par soi-même et des effets visuels bon marché pouvaient être déguisés sous une couche d'interférence statique. Le scénario de la série s'inspire principalement des creepypastas (légendes d'horreur) sur Internet tournant autour de créatures mythologiques telles que les wendigos et les skin-walkers. Une autre inspiration est venue sous la forme de films d'horreur de science-fiction classiques tels que Alien (1979) et The Thing (1982). L'une des intrigues secondaires de Gemini Home Entertainment tourne autour d'un camping appelé Moonlight Acres ; cette partie s'inspire des films d'horreur plus récents The Endless (2017) et The Ritual (2017). Abode a pris la décision d'exclure en grande partie les jump scares de Gemini Home Entertainment car il trouvait l'horreur plus efficace lorsqu'elle ne « fournissait pas la détente culminante qu'apporte un jumpscare » et maintenait simplement une tension prolongée.
La série utilise abondamment des séquences d'archives, téléchargées à partir de sites Web gratuits tels que Pexels, pour certaines de ses prises de vue sur place, mais aussi, en particulier dans les derniers épisodes, intègre des séquences tournées par Abode avec sa propre caméra. Abode a utilisé Hitfilm Express, un logiciel de montage vidéo gratuit, pour créer les effets VHS de Gemini Home Entertainment, FL Studio pour certains des indices musicaux et pour la conception sonore générale, et Sketchbook pour concevoir et dessiner les différentes créatures. Certaines des vidéos contiennent des modèles 3D créés par l'ami d'Abode, Swift Animations. Abode a décrit la création des effets comme un processus « extrêmement désordonné et compliqué ». Presque toute la musique utilisée dans Gemini Home Entertainment provient d'anciens albums de musique des années 1980 et 1990, généralement issus de listes de lecture YouTube.